# Champol
M. A. Bertille de Beuverand de la Loyère, más conocida por su pseudónimo literario Champol (Pau, 3 de mayo de 1857 - París, 3 de mayo de 1924), fue una escritora francesa.

## Biografía
Nació en Pau, Francia.
Fue esposa del conde Gastón Bascle de Legrèze, por lo cual también fue conocida como la condesa de Legrèze; sin embargo, sería conocida por su pseudónimo literario de Champol.  Fue autora de numerosas novelas de corte romántico popular que tuvieron su máxima expresión a finales del siglo XIX. Murió en París hacia 1919.

## Obras
- La Señora Melchor (Madame Melchior, 1891)
- Noelia (Noëlle, 1891)
- El dinero de los otros (L'Argent des autres, 1893)
- El duque Jean (Le duc Jean, 1896)
- El marido de Simona (Le mari de Simone, 1896)
- El deseo de Andrés (Le voeu d'André, 1896)
- El heredero del duque Jean (L'héritier du duc Jean, 1897)
- La conquista de la felicidad (La conquê̂te du bonheur, 1897)
- Amor de antaño (Amour d'antan..., 1898)
- El hombre blanco (L'homme blanc, 1898)
- Las justas (Les justes, 1899)
- El cadete de Gasconia (Cadette de Gascogne, 1900)
- Las flores de oro (Les fleurs d'or, 1900)
- Caso de consciencia (Cas de conscience, 1902)
- La alegre Dominique (L'heureux Dominique, 1902)
- La luna roja (La lune rousse, 1903)
- La rival (La rivale, 1903)
- Sor Alejandrina (Soeur Alexandrine, 1904)
- El ideal del tío Caillou (L'ideal de l'oncle Caillou, 1905)
- La novela de un egoísta (Le roman d'un égoïste, 1905)
- Otros tiempos (Autre temps, 1906)
- Las señoritas de Saint-André (Les demoiselles de Saint-André, 1910)